# Dinâmica populacional
O estudo da dinâmica das populações naturais é importante para compreender o que ocorre nos ecossistemas em equilíbrio. Para avaliar o desenvolvimento de uma população, é preciso conhecer certos atributos que lhe são característicos: taxa de natalidade ({\displaystyle N}), taxa de mortalidade ({\displaystyle M}), taxa de imigração ({\displaystyle Im}), taxa de emigração ({\displaystyle Em}).
Numa população animal, são os seguintes os fatores que alteram os seus números:

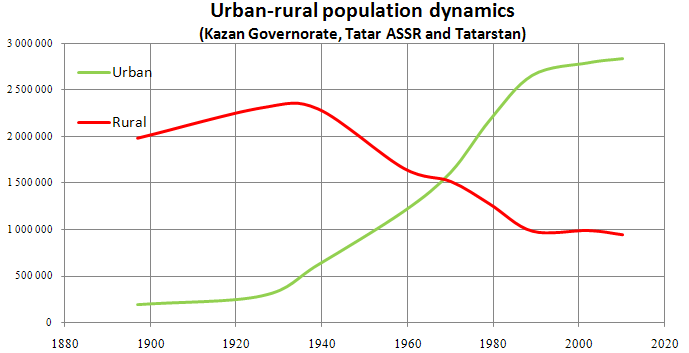
Gráfico

taxa de natalidade {\displaystyle (N)=} Número de indivíduos que nascem em um determinado intervalo de tempo.
taxa de mortalidade {\displaystyle (M)=} Número de indivíduos que morrem em um determinado período de tempo.
taxa de imigração {\displaystyle (Im)=} Número de indivíduos que chegam a uma população.
taxa de emigração {\displaystyle (Em)=} Número de indivíduos que saem de uma população.
densidade populacional {\displaystyle (D)=} é a relação entre o número de indivíduos que compõem determinada população e o espaço ocupado por eles. {\displaystyle D={\frac {\text{número de indivíduos}}{\text{espaço}}}}.
Para uma população em equilíbrio, temos:
{\displaystyle N+Im=M+Em}

## Introdução
Compreender os fenômenos da natureza e suas leis tem sido uma busca constante da humanidade, com intuito de favorecer a vida em sociedade do homem. Neste sentido, a busca por alternativas que possam melhorar o desenvolvimento populacional e social tem sido retratada como questões de grande importância.
            Historicamente,estas questões foram tratadas principalmente no ramo das ciências humanas, no que tange a estudos geográficos. Entretanto, a partir do século XVIII, o estatístico e economista Thomas Malthus desenvolveu um modelo matemático para estudar o crescimento populacional mundial, sendo ele um dos precursores da demografia, ciência que estuda a dinâmica de populações.
            O modelo de Malthus foi criado em 1798 e gerou uma acirrada controvérsia no começo do século XIX, pois Malthus afirmava que a população mundial crescia apenas em proporção geométrica, enquanto os meios de sobrevivência cresciam apenas em proporção aritmética. Portanto, a população seria controlada por fome, miséria e muitas outras coisas da natureza.
            Já o modelo de Verhulst ou modelo logístico foi apresentado em 1837 e propõe que o crescimento da população é limitado por um fator logístico, que é a capacidade de sustentação do meio ambiente. Este modelo supõe que uma população, vivendo num determinado meio, crescerá até um limite sustentável, ou seja, ela tenderá a uma estabilidade. A equação incorpora a queda do crescimento da população que está sujeita a um fator inibidor.

## História

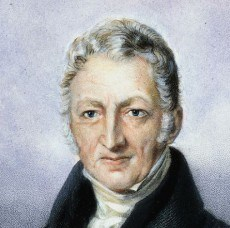
Tomas Robert Malthus

A teoria criada por Tomas Robert Malthus (1766-1834), economista e demógrafo inglês, e que ganhou o nome de “Malthusianismo” foi a primeira teoria populacional a relacionar o crescimento da população com a fome, afirmando a tendência do crescimento populacional em progressão geométrica, e do crescimento da oferta de alimentos em progressão aritmética.
Durante os séculos XVIII e XIX houve um acentuado crescimento demográfico devido à consolidação do capitalismo e à revolução industrial que proporcionou a elevação da produção de alimentos nos países em processo de industrialização diminuindo a taxa de mortalidade (principalmente na Europa e nos EUA). Isto fez com que os índices de crescimento da população subissem provocando discussões que culminariam em diversas teorias sobre o crescimento populacional, destacando-se o malthusianismo.
Lançada sob o título “Ensaio sobre o princípio de população e seus efeitos sobre o aperfeiçoamento futuro da sociedade, com observações sobre as especulações de Mr. Godwin, Mr. Condorcet e outros autores”, a teoria de Malthus caracteriza-se pelo grande pessimismo em relação ao crescimento populacional.
Malthus acreditava que o crescimento demográfico iria ultrapassar a capacidade produtiva da terra gerando fome e miséria.
Segundo Malthus, as únicas formas de evitar que isso acontecesse seria reduzindo a taxa de natalidade através da proibição de que casais muito jovens tivessem filhos, do controle da quantidade de filhos por família nos países pobres, do aumento do preço dos alimentos e da redução dos salários para forçar as populações mais pobres a ter menos filhos.
Entretanto, Malthus argumentava que a alta taxa de mortalidade e fecundidade seriam praticamente impossíveis de reduzir uma vez que eram consequências de fatores fora do alcance da intervenção humana. Por isso, ele defendia que desastres como a fome, a epidemia e a guerra eram benéficas no sentido de serem um controle para o crescimento populacional.
Dentre os que se opunham à teoria de Malthus destacou-se Jean-Antonio Nicholas Caritat, o Marquês de Condorcet (1743-1794). Ele acreditava que as altas taxas de mortalidade e fecundidade registradas na época eram devidas à ignorância, às superstições e ao preconceito e que apenas “as luzes da razão” seriam capazes de reverter essa situação. Sua teoria, publicada entre 1793 e 1794, se intitulava “Esboço de um quadro histórico dos progressos do espírito humano” e, ao contrário de Malthus, apresentava uma visão bastante positiva do progresso humano.
            Verhulst (1804-1849) foi um matemático belga que introduziu um modelo matemático para o crescimento populacional humano em 1837. Ele se refere a esse crescimento como crescimento logístico; por isso, o modelo de Verhulst é chamado, muitas vezes, de modelo logístico. Ele não foi capaz de testar a precisão do seu modelo devido a dados inadequados do censo e não recebeu muita atenção até muitos anos depois. A concordância razoável do modelo com dados experimentais foi demonstrada por R. Pearl (1930) para populações de Drosophila melanogaster (mosca das frutas) e por G. F. Gause (1935) para populações de Paramecium e Tribolium (besouro da farinha).

## Aporte Teórico
A modelagem matemática consiste na arte de transformar problemas da realidade em problemas matemáticos e resolvê-los, interpretando suas soluções na linguagem do mundo real, segundo (BASSANEZI 2002, p. 98). A modelagem pressupõe multidisciplinaridade, nesse sentido, vai ao encontro das novas tendências que apontam para a remoção de fronteiras entre as diversas áreas de pesquisa. Em seus vários aspectos, é um processo que alia teoria e prática, motiva seu usuário na procura do entendimento da realidade que o cerca e tem papel importante na busca de meios para agir sobre ela e assim transformá-la. A modelagem matemática surge da necessidade do homem compreender os fenômenos que o cercam de modo que possa interferir ou não em seu processo de construção. São previsões de tendências e aproximações da realidade. Ela não pode ser utilizada apenas para justificar o conteúdo que está sendo ensinado, mas sim se deve ter fundamento, isto é, saber o motivo pelo qual o aluno deve aprender matemática e a importância que isto representa na formação dele como cidadão responsável e participativo na sua sociedade.
Nesse sentido pode-se dizer que a Modelagem Matemática é o processo que envolve a obtenção de um modelo que busca descrever matematicamente um fenômeno da nossa realidade para tentar compreendê-lo e estudá-lo, criando hipóteses e reflexões sobre tais fenômenos. Os modelos devem ser testados em confronto com os dados empíricos, comparando suas soluções e previsões com os valores obtidos no sistema real. Um modelo deve prever, no mínimo, os fatos que os originaram e os motivos dos resultados obtidos, que facilita avaliar as previsões ou mesmo sugerir um aperfeiçoamento dos modelos. Seja qual for o caso, a resolução de um problema em geral quantificado requer uma formulação matemática detalhada. Uma perspectiva, um conjunto de símbolos e relações matemáticas que procura traduzir de alguma forma um fenômeno em questão ou problema de situação real, denomina-se “Modelo Matemático”. Na ciência, a noção de modelo é fundamental. Em especial a matemática com sua arquitetura, permitem a elaboração de Modelos Matemáticos possibilitando uma melhor compreensão, simulação e previsão do fenômeno testado.
A elaboração de um modelo depende do conhecimento matemático que se tem. Se o conhecimento matemático restringe-se a uma matemática elementar, como aritmética e ou medidas, o modelo pode ficar delimitado a esses impasses. Quanto maior o conhecimento matemático maiores serão as possibilidades de resolver questões que exijam uma matemática mais sofisticada. Porém o valor de um modelo não está restrito a sofisticação matemática e sim a sua relevância e importância.

## Fases típicas do desenvolvimento da população

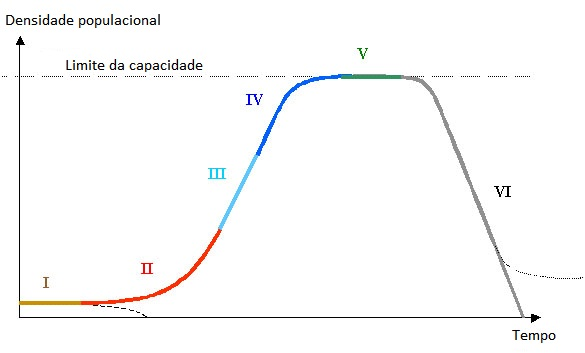
O gráfico mostra as fases de desenvolvimento populacional.

Para amostrar o desenvolvimento das populações, foi desenvolvido um modelo com seis fases. Em uma população real, normalmente não ocorrem todas as fases. A população pode já morrer na fase 1, ou então se perpetuar para além da fase 6, e não morrer nesta, como mostrado no gráfico.

### Fase I: fase de latência ou start-up
O tamanho da população não apresenta grandes mudanças e está longe de sua capacidade total. A taxa de nascimento e morte estão próximas. Não há falta de recursos, fatores dependentes da densidade, e não há nenhuma competição. A taxa de natalidade é baixa porque pela baixa densidade populacional, encontros intraespecíficos são mais raros. A mortalidade dependente de predadores externos também é baixa pois existem esconderijos suficientes no habitat, dada a baixa densidade da população da espécie estudada. Até mesmo doenças são raras devido aos poucos encontros intraespecíficos
- População fundadora: Populações pequenas causadas pela emigração de parte da população ou por catástrofes. Pequenas populações podem ser liquidadas em um novo habitat, antes que as novas fontes de alimento sejam perfeitamente utilizadas pela população, alterando as condições de nutrição por algum tempo.

- Ajuste de substrato: Para micro-organismos que podem utilizar vários substratos, normalmente se leva algum tempo (minutos a horas) até a conversão em direção ao novo substrato (por exemplo, mudança de anaeróbio para o metabolismo aeróbio em células de levedura). Quase nenhum crescimento nesta fase de transição pode ser observado.

Flutuações na densidade populacional (oscilações) podem ser genéticas, por exemplo, as flutuações devido ao acaso. Se uma certa densidade populacional não for atingida, a população pode se extinguir. Quando um determinado valor é excedido, a população pode resultar na fase exponencial.

### Fase II a IV: fase de crescimento positivo
A taxa de natalidade é mais elevada do que a taxa de mortalidade.
Fase II: O crescimento exponencial (fase log). Primeiramente ocorre crescimento exponencial porque a taxa de natalidade aumenta mais rapidamente do que a taxa de mortalidade. Os recursos são tão abundantes que a competição intraespecífica é irrelevante. A população de predadores é inicialmente tão baixa ou esconderijos são tão numerosos que a taxa de mortalidade permanece baixa. Com o aumento do tamanho da população, também se aumenta a taxa de mortalidade.
Fase III: Crescimento linear. O aumento das taxas de natalidade e mortalidade crescem em igual rapidez, a população aumenta linearmente.
Fase IV: Atraso de crescimento. Com o aumento da proximidade com o limite da capacidade suporte, as relações intraespecíficas e a competição interespecífica passa a desempenhar um papel cada vez mais importante, de modo que o aumento da taxa de natalidade é retardado e a taxa de mortalidade aumenta. Com o aumento da densidade da população, também aumenta a densidade populacional de predadores ou os predadores se especializam cada vez mais nessa presa. O crescimento se torna assim, cada vez mais retardado.

### Fase V: transportador
A alta taxa de natalidade é compensada por uma alta taxa de mortalidade, devido ao aumento da densidade da população (competição intraespecífica, stress, epidemias etc.). A ocupação do habitat ainda não é máxima, os recursos são utilizados de forma eficiente, sem esgotá-los. A densidade de população varia em torno do valor K, capacidade suporte ou limite de capacidade.
Fatores externos, como por exemplo as estações, levam a uma densidade oscilante, ou, em habitats desfavoráveis com flutuação, a um curso flutuante. Quanto maior for a população, mais estável será a fase estacionária. Uma saliência na densidade nesta fase, leva a um aumento na taxa de mortalidade e/ou diminuição da taxa de natalidade a curto prazo. 

### Fase VI: fase de morte
A taxa de natalidade agora é menor do que a taxa de mortalidade. Para as pequenas populações, flutuações aleatórias podem levar à extinção. Uma redução de capacidade, por exemplo, por alterações no ambiente ou a imigração de novos predadores pode causar um novo equilíbrio em níveis mais baixos.

## Definição de Equação Diferencial Ordinária
Uma equação que contém as derivadas ou diferenciais de uma ou mais variáveis dependentes, em relação a “uma ou mais” variáveis independentes, é chamada de Equação Diferencial (ED) e são classificadas de acordo com o “tipo”, a “ordem” e a “linearidade”.

## Modelos matemáticos
Desde o séc. XVIII naturalistas e matemáticos tentam explicar a dinâmica das populações. Foram propostos assim, dois modelos. O primeiro, concebido por Thomas Malthus, explica o crescimento populacional sem agentes externos, tidos como limitadores da população. O segundo, proposto por Pierre Verhulst, explica o crescimento da população com a ação de agentes limitadores, como por exemplo a competição intraespecífica. Além disso, esses dois modelos podem ser analisados em intervalos curtos de tempo, chamado discreto, onde é dado o número de indivíduos nos dois momentos, ou de forma contínua, utilizando um intervalo de tempo maior, onde é dada a taxa de crescimento contínua da população. A seguir os dois modelos

## Crescimento exponencial da população - Modelo Malthusiano

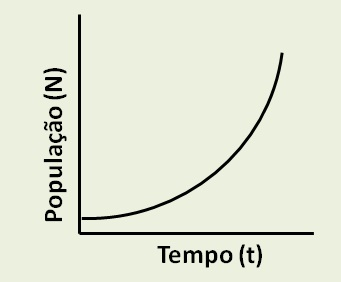
Crescimento populacional exponencial. A população cresce a infinito, sem limitações.

O primeiro modelo de crescimento populacional foi proposto por Thomas Malthus em 1798. Ele observou que, na ausência de restrições ambientais, a população humana aumentaria numa proporção fixa. Em 1500, a população total estimada era de 500 mil pessoas, e agora este número já ultrapassa a marca dos 7 bilhões de pessoas. Thomas Malthus descreveu tal crescimento populacional e disse que em algum momento a população entraria em colapso, pois a oferta de alimentos não seria compatível a este crescimento exponencial, uma vez que tal oferta apresentava uma taxa de crescimento em progressão aritmética. Malthus não contava que os avanços tecnológicos fariam com que a oferta de alimentos crescesse a uma taxa além da aritmética, suprindo assim a demanda da população. Em seus cálculos, foi utilizada uma taxa de crescimento populacional per capta constante, o que também não condiz com a realidade, uma vez que populações estão sempre susceptíveis a taxas de controle populacional, como doenças, escassez de alimentos e guerras. 

### Modelo exponencial de tempo discreto
Este modelo é utilizado em intervalos de tempo discretos e mede o crescimento ou decrescimento populacional de sistemas. Como não se leva em consideração fatores externos, a população cresce sem limites. Este é um dos princípios da ecologia. Portanto, temos que
{\displaystyle N_{t+1}=\lambda N_{t}}
Onde N é o número da população no instante t,   tamanho da população no próximo passo de tempo, e  é a taxa de crescimento da população (diferença entre taxa de mortalidade e taxa de natalidade). Se , temos uma população estável, sem apresentar crescimento ou decrescimento. Se , a população apresenta um crescimento exponencial. Se , a população apresenta um decrescimento exponencial, e se , ocorre a extinção da população.

### Crescimento exponencial de tempo contínuo
Bactérias por exemplo, se reproduzem de forma contínua, ou seja, dado um instante de tempo, elas se duplicam. Por isto, a velocidade de crescimento é proporcional ao tamanho da população, já que, a medida em que a população aumenta, sua velocidade aumenta em mesmo grau. Este tipo de situação é expressado por meio de uma equação diferencial, que mostra a velocidade instantânea de crescimento da população de bactérias. Portanto temos que
{\displaystyle {dN \over dT}=rN}
Onde representa a taxa de crescimento populacional por unidade de tempo, r representa a taxa intrínseca de crescimento populacional, ou o quanto cada indivíduo contribui para a variação no tamanho da população em um instante, e N é o tamanho da população.

## Crescimento populacional logístico - Modelo Verhulst

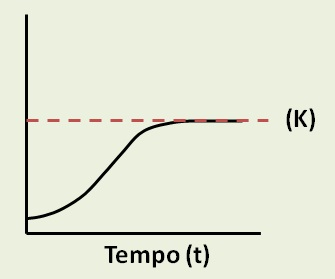
Crescimento populacional logístico. A princípio, a população cresce de forma exponencial, mas depois se estabiliza quando a população atinge um número de indivíduos (N) e um número máximo de recursos no ambiente (K).

É claro que uma população não pode crescer indefinidamente: mais cedo ou mais tarde o esgotamento dos recursos disponíveis imporá limites à expansão. O matemático Pierre Verhulst propôs, em 1838, uma generalização  do modelo de Malthus que leva em conta essas restrições “ambientais”. 
O crescimento logístico, é um modelo de crescimento um pouco mais complexo que o crescimento exponencial, porém é o modelo que melhor reflete a dinâmica populacional, pois nele está inserido o conceito de competição intraespecífica. Inicialmente, a população apresenta um crescimento exponencial, porém a medida que esta população se torna densa, a competição intraespecífica se torna maior e leva a população a um patamar de equilíbrio, conhecido como homeostase, no qual o número de mortes e nascimentos se torna constante (representado graficamente por uma reta contínua). 
Um termo que complementa esta competição intraespecífica e ajuda no equilíbrio da população, é chamado de capacidade suporte, representado pela variável (k). Na natureza é praticamente impossível que uma população cresça de forma exponencial por tempo indeterminado, todo o ambiente possui uma capacidade suporte, que nada mais é que um limitante de indivíduos, ou seja, o número de indivíduos que o ambiente pode suportar, sem que haja grandes variações na mesma, devido a altas taxas de natalidade ou mortalidade. Esta capacidade suporte normalmente precisa ser estimada.

### Crescimento logístico de tempo discreto
Este modelo expressa a evolução de determinada população em intervalos (geralmente fixos) de tempo. Desta maneira é possível observar o número de indivíduos inicialmente e depois de um certo período de tempo. A equação que representa este modelo é dada por
{\displaystyle N_{t+1}=N_{t}+rN_{t}(1-{N_{t} \over K})}
Onde k representa a capacidade suporte.

### Crescimento logístico em tempo contínuo

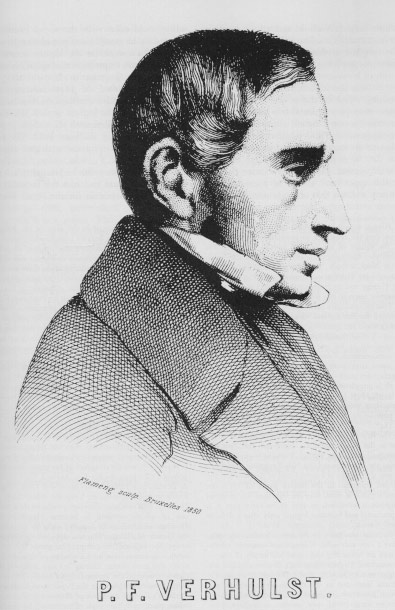
Pierre François Verhulst

Para levar em conta que a população y(t) tem um valor máximo sustentável  podemos supor que a taxa de crescimento além de ser proporcional a população atual, é proporcional também à diferença entre e a população presente y(t). Neste caso a população como função do tempo, y(t), é a solução do problema de valor inicial.
{\displaystyle {\frac {dy}{dt}}=ry\left(1-{\frac {y}{K}}\right)}
onde y(t) representa o número de indivíduos no tempo t, r a taxa de crescimento intrínseca e K é a capacidade de carga, ou número máximo de indivíduos que o ambiente suporta. Este modelo foi redescoberto em 1920 por Raymond Pearl e Lowell Reed, que promoveram seu uso amplo e indiscriminado.  A equação logística pode ser integrada de modo exato e tem solução
{\displaystyle y(t)={\frac {K}{1+CKe^{-rt}}}}
onde {\displaystyle C=1/y(0)-1/K} é determinado pela condição inicial {\displaystyle y(0)} . É interessante notar que a solução pode
ser também escrita como a média ponderada harmônica da condição inicial e da capacidade de carga.
{\displaystyle {\frac {1}{y(t)}}={\frac {1-e^{-rt}}{K}}+{\frac {e^{-rt}}{y(0)}}}

## Dinâmica em pesca e manejo de vida selvagem
Essas populações podem ser afetadas por três variáveis, sendo elas:
- Natalidade, que significa atingir um determinado tamanho para reprodução. Geralmente se refere a idade dos peixes que podem ser pegos e mantidos nas redes

- Taxa de crescimento populacional, que mede o crescimento de indivíduos em tamanho e comprimento. É bastante utilizado na pesca, pois a população é medida normalmente em biomassas.

- Mortalidade, a qual inclui a mortalidade devido a caça humana ou morte natural. Morte natural inclui predação não humana, doença e idade avançada.

Se {\displaystyle N_{1}}  representa o número de indivíduos no tempo 1, então
{\displaystyle N_{1}=N_{0}+B-D+I-E}
Onde {\displaystyle N_{0}} é o número de indivíduos no tempo 0, B é o numero de indivíduos nascidos, D é o número de mortos, I é o número de imigrantes e E o número de emigrantes no intervalo de tempo 0 para 1.
Se mensurarmos essas taxas por vários intervalos de tempo, nós podemos determinar o quanto a densidade da população muda com o tempo. Imigração e emigração estão presentes, porém não são usualmente mensurados.
Estes cálculos são feitos para se determinar o quanto pode ser caçado de determinados animais, ou seja, calcula-se o excedente para que a caça não afete significativamente o número de animais da população. A caça que se limita a este excedente é chamada de “compensatória”, na qual as mortes pela caça seriam substituídas por mortes naturais. Caça acima deste excedente é chamada de “aditiva”, e este tipo de caça excede o número de mortes que ocorreriam naturalmente. Estes termos não remetem a tipos de caça bons ou ruins, respectivamente. Por exemplo, uma agência de pesca & jogo pode querer reduzir o número da população de veados através de mortalidade “aditiva”. Machos podem ser alvo para aumentar o nível de competição entre eles ou simplesmente para diminuir a reprodução e assim diminuir o número da população.

## Modelos multi espécies

### Predador-presa
Um caso relativamente simples resultado de interações entre duas espécies que estão em uma relação predador-presa é classicamente descrito pelas regras de Lotka-Volterra, e dada por
{\displaystyle {\frac {dN}{dt}}=N(a-bP)}
{\displaystyle {\frac {dP}{dt}}=P(cN-d)}
onde N(t) é número de presas no momento da t, P(t) o número de ladrões no momento em que a t, e a, b , c , d > 0 são coeficientes.

### Modelo decompetição
Diremos que duas espécies estão em competição se a presença de uma é prejudicial à outra, e vice-versa. Este modelo é dado pelo seguinte sistema
{\displaystyle {\frac {dN_{1}}{dT}}=r_{1}N_{1}[1-{\frac {N_{1}}{K_{1}}}-b_{12}{\frac {N_{2}}{K_{1}}}]}
{\displaystyle {\frac {dN_{2}}{dt}}=r_{2}N_{2}[1-{\frac {N_{2}}{K_{2}}}-b_{21}{\frac {N_{1}}{K_{2}}}]}
onde R(i) são as taxa de natalidade lineares, K(i) a capacidade suporte, e b(12) b(21) efeitos da concorrência de N 2 a N 1 , ou de N 1 a N 2.

### Mutualismo
Mutualismo se dá pela associação entre dois seres vivos, na qual ambos são beneficiados. O modelo que descreve esta associação é dado por
{\displaystyle {\frac {dN_{1}}{dT}}=r_{1}N_{1}[1-{\frac {N_{1}}{K_{1}}}-b_{12}{\frac {N_{2}}{K_{1}}}]}
{\displaystyle {\frac {dN_{2}}{dt}}=r_{2}N_{2}[1-{\frac {N_{2}}{K_{2}}}-b_{21}{\frac {N_{1}}{K_{2}}}]}